# 15 novembre
Pour les articles homonymes, voir Quinze-Novembre.
15 octobre 15 décembre
Chronologies thématiques
- Croisades
- Ferroviaires
- Sports
- Disney
- Anarchisme
- Catholicisme

Abréviations / Voir aussi
- (° 1852) = né en 1852
- († 1885) = mort en 1885
- a.s. = calendrier julien
- n.s. = calendrier grégorien
- Calendrier
- Calendrier perpétuel
- Liste de calendriers
- Naissances du jour

Le 15 novembre est le 319e jour de l'année du calendrier grégorien, 320e lorsqu'elle est bissextile (il en reste ensuite 46).
C'était généralement l'équivalent du 25 brumaire du calendrier républicain ou révolutionnaire français, officiellement dénommé jour du faisan.

## Événements

### VIesiècle
- 565 : Justin II devient empereur byzantin.

### VIIesiècle
- 655 (ou 654) : victoire de Oswiu de Northumbrie sur Penda de Mercie, à la bataille de la Winwaed.

### XIVesiècle
- 1315 : bataille de Morgarten.

### XVIesiècle
- 1533 : prise de Cuzco, capitale de l'empire inca au Pérou, par les Espagnols menés par Francisco Pizarro.

### XVIIIesiècle
- 1715 : signature du traité de la Barrière.
- 1777 : adoption des Articles de la Confédération, par le Second Congrès continental.
- 1796 : bataille du pont d'Arcole.

### XIXesiècle
- 1832 : début du siège de la citadelle d'Anvers, à la suite de la campagne des Dix-Jours.
- 1864 : début de la marche de Sherman vers la mer, pendant la guerre de Sécession.
- 1884 : début de la conférence de Berlin.
- 1889 : déposition de Pierre II du Brésil, et naissance de la république du Brésil.

### XXesiècle

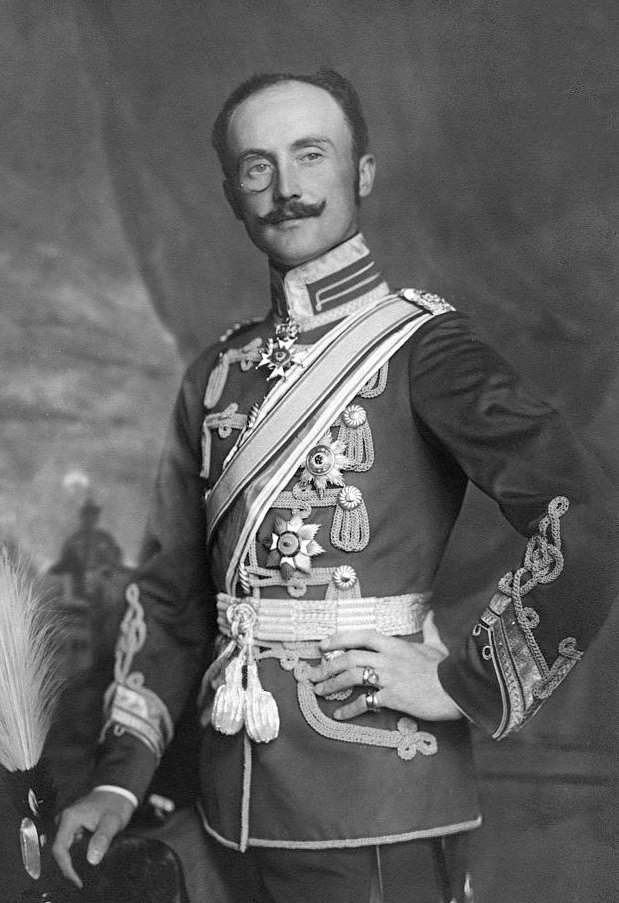
Adolphe II, prince de Schaumbourg-Lippe

- 1908 : l'État indépendant du Congo devient une colonie belge sous l'appellation de Congo belge.
- 1917 : massacre des coupe-coupe à Abéché au Tchad, plus de 70 notables sont tués par les forces coloniales françaises.
- 1918 : abdication du prince de Schaumbourg-Lippe, Adolphe II.
- 1920 : première assemblée de la Société des Nations.
- 1922 : l'armée réprime la grève générale de 1922 à Guayaquil, et provoque ainsi plusieurs centaines de morts.
- 1933 : premières élections législatives au Siam.
- 1935 : Manuel Quezón devient président du Commonwealth des Philippines.
- 1940 : environ 450 000 Juifs sont emmurés dans le ghetto de Varsovie (307 hectares).
- 1942, Seconde Guerre mondiale toujours :
  - fin de la bataille navale de Guadalcanal, dans les îles Salomon (guerre du Pacifique).
  - Darlan prend le pouvoir en Afrique du Nord ; il sera assassiné le mois suivant.
- 1943 : congrès du Parti fasciste républicain à Vérone. Le parti revient à ses origines socialisantes, et préconise la fin du capitalisme. La socialisation des moyens de production devient le principal objectif de la « République sociale italienne ».
- 1946 :
  - les Britanniques se retirent d'Indonésie, et persuadent les Néerlandais et les républicains de signer l’accord de Linggarjati, qui reconnaît l’autorité de fait de la république à Java et Sumatra, et prévoit la création d’une Indonésie fédérale avant le 1er janvier 1949, dans le cadre d’une « Union hollando-indonésienne ». Les intérêts économiques hollandais sont sauvegardés. Le projet d’accord, bien accueilli par les partis indonésiens, sera signé aux Pays-Bas le 25 mars 1947, malgré la réticence des conservateurs et des catholiques. Il ne sera pas appliqué. Il s’ensuivra plusieurs années de négociations et de guérilla avant que l’indépendance ne soit reconnue, le 27 décembre 1949.
  - Publication d’un accord, par lequel les Britanniques s’engagent à évacuer immédiatement l’Égypte et, avant trois ans, le canal de Suez. L’opinion publique refuse l’accord, qui est enterré avec la démission du gouvernement égyptien en décembre.
  - Résolution no 11, du Conseil de sécurité des Nations unies, relative à l'adhésion de la Suisse à la Cour internationale de justice.
- 1947 : offensive générale contre les communistes en Grèce. Un commandement gréco-américain est créé.
- 1948 : Louis St-Laurent devient officiellement Premier ministre du Canada.
- 1949 : les élections en Syrie donnent 51 sièges sur 114 au "Parti du peuple".
- 1953 : Henry Soum est nommé ministre d'État de Monaco par le prince Rainier III, en remplacement de Pierre Voizard en poste du 1er août 1950 au 2 septembre 1953.
- 1976 : élection générale au Québec, René Lévesque devenant Premier ministre et le Parti québécois, parti politique souverainiste, arrivant au pouvoir pour la première fois depuis sa fondation. Il succède au gouvernement libéral de Robert Bourassa.
- 1983 : indépendance de Chypre du Nord, uniquement reconnue par la Turquie.
- 1988 : Yasser Arafat annonce la création d'un État palestinien, devant le Conseil national palestinien réuni à Alger.
- 2000 : création, par son détachement de l'État du Bihar, de l'État de Jharkhand, en Inde, dont la capitale est Ranchi.

### XXIesiècle
- 2002 : Hu Jintao est élu secrétaire général du Parti communiste chinois.
- 2012 : Xi Jinping devient secrétaire général du Parti communiste chinois, et un nouveau Comité permanent du bureau politique du Parti communiste chinois composé de sept membres est créé.
- 2017 :
  - aux îles Salomon, Rick Houenipwela devient Premier ministre.
  - Au Zimbabwe, un coup d’État est enclenché par l'armée.
- 2020 :
  - en Moldavie, la pro-européenne Maia Sandu remporte le second tour de l'élection présidentielle[1].
  - Au Pérou, le nouveau président de la république du Pérou, Manuel Merino, démissionne après seulement cinq jours de mandat à la suite de manifestations populaires[2].
- 2022 : journée mondiale de la population choisie par l'Organisation des Nations unies pour annoncer symboliquement que la population mondiale dépasse les huit milliards d’êtres humains[3], avec en perspective 10,4 milliards de terriens dans les années 2080[4].

## Arts, culture et religion
- 1956 : sortie du premier film tourné avec Elvis Presley, "Love Me Tender", dans les salles de cinéma américaines.
- 1974 : création du Quatuor à cordes no 15, de Chostakovitch.
- 2017 : l'œuvre de Léonard de Vinci Salvator Mundi devient officiellement la plus chère du monde.

## Sciences et techniques
- 1942 : premier vol du chasseur de nuit allemand "Heinkel He 219".
- 1944 : premier vol de l'avion de transport militaire américain "Boeing C-97 Stratofreighter".
- 1949 : premier vol du bimoteur d'affaire "Beechcraft Twin Bonanza".
- 1971 : lancement du micro-processeur "Intel 4004".
- 1988 : premier vol de la navette spatiale soviétique Bourane.
- 2017 : annonce de la découverte de l’exo-Terre Ross 128 b, qui gravite autour de l’étoile Ross 128 à onze années-lumière de notre Terre.

## Économie et société
- 1628 : après lui avoir attribué la résidence parisienne du Petit-Luxembourg, et qu'il ait réussi le siège-blocus de La Rochelle, la reine mère Marie de Médicis envoie à Richelieu 60 000 livres, pour l'achat du château de   Bois-le-Vicomte, "lieu beau et commode"[5].
- 1793 : instauration du pain Égalité, "ancêtre" de la baguette de pain française, par décret de la Convention.
- 1919 : création du magazine féminin Modes et travaux.
- 1948 : création de la compagnie aérienne israélienne El Al.
- 1992 : la princesse de Galles Lady Diana est reçue en visite à Lille par son maire Pierre Mauroy pour y assister en soirée à l'oratorio d'un Beatle de ses amis au "Nouveau siècle"[6].
- 1999 : l'Assemblée nationale française adopte la loi sur le Pacs.
- 2003 : premier jour des attentats de novembre 2003 à Istanbul, durant lequel deux voitures piégées, visant deux synagogues, explosent, tuant ainsi vingt-cinq personnes et faisant plus de trois cents blessés.
- 2017 :
  - 62 % des électeurs répondent positivement à la consultation postale australienne sur la légalisation du mariage homosexuel.
  - disparition du sous-marin ARA San Juan (S-42), avec 44 sous-mariniers à bord.
- 2018 : lancement officiel du "DAB+" dans les régions belges de Wallonie et de Bruxelles[7].
- 2020 : signature du Partenariat régional économique global, le plus grand accord de libre-échange du monde en termes de population[8].

## Naissances

### XIVesiècle
- 1316 : Jean Ier le Posthume, roi de France en 1316 († 19 novembre 1316).

### XVesiècle
- 1498 : Éléonore de Habsbourg, reine de Portugal de 1518 à 1521 et reine de France de 1530 à 1547 († 18 février 1558).

### XVIesiècle
- 1511 : Jean Second (Jan Everaerts dit), poète et humaniste néerlandais († 25 septembre 1536).

### XVIIesiècle
- 1601 : Cecco Bravo, peintre français († 11 décembre 1661).
- 1607 : Madeleine de Scudéry, écrivaine française († 2 juin 1701).
- 1660 : Hermann von der Hardt, historien et orientaliste allemand († 28 février 1746).
- 1661 : Christoph von Graffenried, noble et colon suisse (° 1743).
- 1670 : Bernard Mandeville, essayiste et philosophe néerlandais ayant vécu en Angleterre († 20 janvier 1733).
- 1688 : Louis Bertrand Castel, jésuite, mathématicien, physicien et journaliste français († 11 janvier 1757).
- 1692 : Eusebius Amort, théologien allemand († 5 février 1775).

### XVIIIesiècle
- 1708 : William Pitt l'Ancien, homme politique britannique, Premier ministre de Grande-Bretagne de 1766 à 1768 († 11 mai 1778).
- 1738 : William Herschel, astronome britannique († 25 août 1822).
- 1741 : Johann Kaspar Lavater, écrivain et théologien suisse († 4 janvier 1801).
- 1746 :
  - Jean-Henri Gourgaud, acteur français († 10 octobre 1809).
  - Joseph Quesnel, compositeur et poète canadien († 3 juillet 1809).
- 1757 : Heinrich Christian Friedrich Schumacher, médecin et naturaliste allemand († 9 décembre 1830).
- 1766 : Rodolphe Kreutzer, violoniste et compositeur français († 6 janvier 1831).
- 1776 : José Joaquín Fernández de Lizardi, écrivain et journaliste mexicain († 21 juin 1827).
- 1784 : Jérôme Bonaparte, prince français et altesse impériale, roi de Westphalie de 1807 à 1813 († 24 juin 1860).
- 1791 : Friedrich Ernst Scheller (en), juriste et homme politique allemand († 21 décembre 1869).
- 1793 : Michel Chasles, mathématicien français († 18 décembre 1880).

### XIXesiècle
- 1805 : Teresa Palczewska, actrice et danseuse polonaise († 22 août 1858).
- 1812 : 
  - Aimé-Victor-François Guilbert, prélat français († 15 août 1889).
  - Manuel Vilar, sculpteur romantique espagnol († 25 novembre 1860).
- 1828 : Lucien-Louis Bonaparte, prélat français († 19 novembre 1895).
- 1832 : Hermann Ottomar Herzog, peintre paysagiste allemand († 6 février 1932).
- 1849 : Mary Emma Byrd, astronome et éducatrice américaine († 13 juillet 1934).
- 1850 : Victor Laloux, architecte français († 13 juillet 1937).
- 1852 : Muhammad Tawfiq Pacha (محمد توفيق باشا), khédive d'Égypte de 1879 à 1892 († 7 janvier 1892).
- 1859 : Christopher Hornsrud, homme politique et d’affaires norvégien, Premier ministre de Norvège en 1928 († 12 décembre 1960).
- 1860 : César Marie Félix Ancey, entomologiste et conchyliologiste français († 10 octobre 1906).
- 1862 : Gerhart Hauptmann, dramaturge allemand, prix Nobel de littérature en 1912 († 6 juin 1946).
- 1868 :
  - Maurice Copigneaux, syndicaliste et homme politique français († 10 septembre 1943).
  - Emil Racoviță, biologiste, zoologiste, océanographe et spéléologue roumain († 17 novembre 1947).
- 1873 : Sara Josephine Baker, médecin américaine († 22 février 1945).
- 1874 :
  - Dimítrios Golémis (Δημήτριος Γολέμης), athlète grec, médaillé olympique († 9 janvier 1941).
  - Schack August Steenberg Krogh, physiologiste et zoologue danois, prix Nobel de physiologie ou médecine en 1920 († 13 septembre 1949).
- 1876 : Anna de Noailles, écrivaine française († 30 avril 1933).
- 1877 : 
  - William Hope Hodgson, écrivain de science-fiction († 19 avril 1918).
  - Gonzague Truc, critique littéraire, essayiste et biographe français († 1er juin 1972).
- 1879 :
  - Joseph-Eugène Limoges, évêque québécois († 1er mars 1965).
  - Lewis Stone, acteur américain († 12 septembre 1953).
- 1881 : Franklin Pierce Adams (en), journaliste américain († 23 mars 1960).
- 1882 : Felix Frankfurter, juge américain, juge assesseur de la Cour suprême des États-Unis de 1939 à 1962 († 22 février 1965).
- 1886 : René Guénon, métaphysicien français († 7 janvier 1951).
- 1887 :
  - Marianne Moore, écrivaine et poétesse américaine († 5 février 1972).
  - Georgia O'Keeffe, peintre américaine († 6 mars 1986).
- 1888 :
  - Artie Matthews, pianiste et compositeur américain († 25 octobre 1958).
  - Harald Sverdrup, océanographe et météorologiste norvégien († 21 août 1957).
- 1890 : Richmal Crompton, écrivain anglais († 11 janvier 1969).
- 1891 :
  - William Averell Harriman, homme politique et diplomate américain, gouverneur de l'État de New York de 1955 à 1958 († 26 juillet 1986).
  - Erwin Rommel, militaire allemand († 14 octobre 1944).
- 1892 : Naomi Childers (en), actrice américaine († 9 mai 1964).
- 1895 :
  - Olga Nikolaïevna (Ольга Николаевна Романова), grande-duchesse de Russie († 17 juillet 1918).
  - Antoni Słonimski, journaliste, poète et scénariste polonais († 4 juillet 1976).
- 1896 :
  - Leonard Lord, homme d’affaires anglais († 13 septembre 1967).
  - Charles N'Tchoréré, militaire français († 7 juin 1940).
- 1897 :
  - Aneurin Bevan, journaliste et homme politique gallois († 6 juillet 1960).
  - Sacheverell Sitwell, poète et essayiste anglais († 1er octobre 1988).
- 1899 : Avdy Andresson (en), militaire et diplomate estonien, ministre de la Guerre de 1973 à 1990 († 27 août 1990).

### XXesiècle
- 1903 :
  - Lucien Rebatet, écrivain devenu collaborationniste français († 24 août 1972).
  - Charles Stewart « Stewie » Dempster (en), joueur et entraîneur de cricket néo-zélandais († 14 février 1974).
- 1905 : Mantovani (Annunzio Paolo Mantovani dit), compositeur, arrangeur et chef d’orchestre d’origine italienne († 29 mars 1980).
- 1906 : Curtis LeMay, militaire américain († 1er octobre 1990).
- 1907 : Claus von Stauffenberg, militaire et résistant allemand († 21 juillet 1944).
- 1908 : Carlo Abarth, ingénieur et homme d’affaires italien, fondateur d’Abarth († 24 octobre 1979).
- 1909 : Timothy Manning, prélat américain, archevêque de Los Angeles de 1970 à 1985 († 23 juin 1989).
- 1912 :
  - André Chastel, historien de l'art français († 18 juillet 1990).
  - Harald Keres (en), physicien estonien († 26 juin 2010).
  - Yi Wu (ko) (이우), prince et militaire coréen († 7 août 1945).
- 1913 :
  - Arthur Haulot, résistant et poète belge († 24 mai 2005).
  - Seiji Miyaguchi (宮口精二), acteur japonais († 12 avril 1985).
  - John Raymond « Jack » Dyer Sr. (en), footballeur et entraîneur australien († 23 août 2003).
- 1914 :
  - Giuseppe Caprio, prélat italien († 15 octobre 2005).
  - Vaidyanathapura Rama Krishna Iyer (व्ही.आर. कृष्ण अय्यर), juriste et homme politique indien († 4 décembre 2014).
- 1916 :
  - Nita Barrow, femme politique barbadienne, gouverneur général de la Barbade de 1990 à 1995 († 19 décembre 1995).
  - José Cuauhtémoc « Bill » Meléndez, producteur, acteur, réalisateur et scénariste mexicano-américain († 2 septembre 2008).
- 1918 : Adolfo Pedernera, footballeur et entraîneur de football argentin († 12 mai 1995).
- 1919 :
  - Carol Bruce, chanteuse et actrice américaine († 9 octobre 2007).
  - Joseph Wapner (en), juge américain († 26 février 2017).
- 1920 :
  - Gesualdo Bufalino, écrivain italien († 14 juin 1996).
  - Vasilis Diamantopoulos (el) (Βασίλης Διαμαντόπουλος), acteur, réalisateur et scénariste grec († 5 mai 1999).
- 1922 :
  - Francis Brunn, jongleur allemand († 28 mai 2004).
  - David Sidney Feingold (en), biochimiste américain († 26 septembre 2019).
  - Francesco Rosi, réalisateur et scénariste italien († 10 janvier 2015).
- 1923 :
  - Nguyễn Văn Cao, compositeur, poète et peintre vietnamien († 10 juillet 1995).
  - Samuel Klein (en), homme d’affaires polono-brésilien († 20 novembre 2014).
- 1924 : Gianni Ferrio, compositeur et chef d’orchestre italien († 21 octobre 2013).
- 1925 :
  - Howard Baker, homme politique, diplomate et juriste américain, chef de cabinet de la Maison-Blanche de 1987 à 1988 et ambassadeur au Japon de 2001 à 2005 († 26 juin 2014).
  - Iouli Daniel (Юлий Маркович Даниэль), écrivain, poète, traducteur et dissident soviétique († 30 décembre 1988).
  - Jean Éthier-Blais (Jean-Guy Éthier Blais dit), écrivain et critique littéraire canadien († 12 décembre 1995).
- 1926 :
  - François Craenhals, auteur de bande dessinée belge († 2 août 2004).
  - Kai Larsen, botaniste danois († 23 août 2012).
  - Thomas Williams, écrivain américain († 23 octobre 1990).
- 1928 :
  - François Lécrivain, père franciscain français († 31 mai 2022)[9].
  - C. W. McCall (en) (William Dale Fries Jr. dit), chanteur et militant américain († 1er avril 2022).
  - Seldon Powell (en), saxophoniste et flûtiste américain († 25 janvier 1997).
- 1929 :
  - Edward Asner, acteur et producteur américain († 29 août 2021).
  - François Favreau, prélat français († 7 septembre 2021).
  - Joseph « Joe » Hinton (en), chanteur américain († 13 août 1968).
- 1930 :
  - James Graham Ballard, écrivain britannique († 19 avril 2009).
  - Miomir Dašić, historien monténégrin († 28 octobre 2020).
  - Whitman Mayo, acteur américain († 22 avril 2001).
  - Olene Smith Walker, femme politique et avocate américaine, gouverneure de l’Utah de 2003 à 2005 († 28 novembre 2015).
  - Aureliano Bolognesi, boxeur italien, champion olympique († 30 mars 2018).
- 1931 :
  - Michel Bardinet (Michel-Henri Bardinet dit), acteur français († 22 février 2005).
  - John Kerr, acteur, chanteur et avocat américain († 2 février 2013).
  - Mwai Kibaki, économiste et homme politique kényan, président de la république du Kenya de 2002 à 2013 († 22 avril 2022).
  - Pascal Lissouba, homme politique congolais, président de la république du Congo de 1992 à 1997 († 24 août 2020).
- 1932 :
  - Petula Clark, chanteuse britannique.
  - Clyde McPhatter, chanteur américain († 13 juin 1972).
  - Alvin Plantinga, philosophe américain.
  - Chea Sim (ជា ស៊ីម), homme politique cambodgien, chef d’État de 1992 à 1993 et régent en 2004 († 8 juin 2015).
  - Jeremy Michael « Jerry » Unser Jr., pilote automobile américain († 17 mai 1959).
- 1933 :
  - Gloria Foster, actrice américaine († 29 septembre 2001).
  - Theodore Roszak, sociologue et écrivain américain († 5 juillet 2011).
- 1934 :
  - Joanna Barnes, actrice et romancière américaine († 29 avril 2022).
  - Peter Dickinson, pianiste et compositeur anglais.
- 1935 : 
  - Tibor Pézsa, escrimeur hongrois champion olympique.
  - Nera White, basketteuse américaine († 13 avril 2016).
- 1936 :
  - Herring Burl « H. B. » Bailey (en), pilote automobile américain († 17 avril 2003).
  - Wolf Biermann, auteur-compositeur-interprète allemand.
  - Tara Singh Hayer (en), journaliste et éditeur indo-canadien († 18 novembre 1998).
- 1937 : Little Willie John (William Edward John dit), chanteur américain († 26 mai 1968).
- 1938 : Denis DeJordy, hockeyeur et entraîneur canadien.
- 1939 :
  - Terry Bradbury (en), footballeur et entraîneur anglais.
  - Yaphet Kotto, acteur américain († 15 mars 2021).
  - Erik Hansen, kayakiste danois, champion olympique († 30 septembre 2014).
- 1940 :
  - Roberto Cavalli, styliste italien.
  - Lidia Maksymowicz (it), écrivaine militante polonaise survivante de l'Holocauste et de Mengele[10].
  - Antonio Mendez, agent américain de la CIA († 19 janvier 2019).
  - Ulf Pilgaard (en), acteur et scénariste danois.
  - Hank Wangford (en) (Samuel Hutt dit), chanteur, musicien et compositeur anglais.
  - Samuel Atkinson « Sam » Waterston, acteur et producteur américain.
- 1941 :
  - Rick Kemp (en), musicien, chanteur et compositeur anglais.
  - Daniel Pinkwater (en), écrivain américain.
- 1942 : Daniel Barenboim, musicien et chef d'orchestre argentino-israélien.
- 1945 :
  - Roger Donaldson, réalisateur, scénariste et producteur australien.
  - Robert Patrick « Bob » Gunton, Jr., acteur américain.
  - Anni-Frid Lyngstad, chanteuse suédoise du quatuor musical ABBA.
  - Yves Paccalet, écrivain, philosophe, journaliste et naturaliste français, collaborateur de Jacques-Yves Cousteau.
- 1946 :
  - Marc Bellier, acteur québécois.
  - Vasílios Goúmas (Βασίλης Γκούμας), basketteur grec.
- 1947 :
  - Albert Malcolm Ranjith, cardinal sri-lankais, archevêque de Colombo depuis 2009.
  - William Blaine « Bill » Richardson III, homme politique américain, ambassadeur aux Nations unies de 1997 à 1998, secrétaire à l'Énergie des États-Unis de 1998 à 2001 et gouverneur du Nouveau-Mexique de 2003 à 2011.
- 1948 : Teodoro Locsin, Jr. (en), journaliste, avocat et homme politique philippin.
- 1950 : 
  - Egon Vaupel (de), homme politique et avocat allemand, maire de Marbourg depuis 2005.
  - Mac Wilkins, athlète américain, champion olympique du lancer du disque.
- 1951 :
  - Beverly D'Angelo, actrice et chanteuse américaine.
  - Ellen Tauscher, femme politique américaine, sous-secrétaire d'État († 29 avril 2019).
- 1952 :
  - Lawrence Rush « Rick » Atkinson IV (en), journaliste, historien, auteur et éditeur américain.
  - Randy Savage (Randall Mario Poffo dit), catcheur américain († 20 mai 2011).
- 1953 : James Widdoes, producteur délégué, réalisateur et acteur américain.
- 1954 :
  - Kevin Bright, producteur, réalisateur et acteur américain.
  - Aleksander Kwaśniewski, journaliste et homme politique polonais, président de la république de Pologne de 1995 à 2005.
  - Randy Thomas (en), chanteur, musicien, compositeur et producteur américain.
  - Anthony « Tony » Thompson, musicien américain du groupe Chic († 12 novembre 2003).
- 1955 : Joseph Martin « Joe » Leeway (en), chanteur, musicien et compositeur anglais.
- 1956 : Michael Hampton, guitariste et producteur américain.
- 1957 :
  - Kevin Eubanks, compositeur et guitariste de jazz américain.
  - Harold Marcuse (en), historien et enseignant américain.
  - Michael Woythe (en), footballeur et entraîneur allemand.
- 1958 :
  - Lewis Fitz-Gerald, acteur, réalisateur et scénariste australien.
  - Carmen González Huguet, poétesse salvadorienne.
  - Gu Kailai (谷開來), avocate et femme d’affaires chinoise, deuxième épouse de Bo Xilai.
- 1959 :
  - Timothy Creamer, astronaute américain.
  - Tibor Fischer, auteur anglais.
- 1960 :
  - Dawn Airey (en), diffuseur de médias anglais.
  - Susanne Lothar, actrice allemande († 21 juillet 2012).
- 1961 : Anthony Poola, cardinal indien, archevêque d'Hyderabad.
- 1962 :
  - Moussa Maaskri, acteur français.
  - Mark Acres, basketteur américain.
  - Judy Gold, actrice, scénariste, productrice et compositeur américaine.
- 1963 :
  - Andrew Castle, joueur de tennis et présentateur anglais.
  - Kevin James O'Connor, acteur américain.
  - Benjamin « Benny » Elias (en) (بن الياس), joueur de rugby libano-australien.
- 1964 :
  - Stelios Aposporis (en) (Στέλιος Αποσπόρης), footballeur et entraîneur grec.
  - Marie-Line Meurisse, lutteuse française.
  - Mikhail Rusyayev (en) (Михаил Анатольевич Русяев), footballeur, entraîneur et gérant russe († 10 avril 2011).
  - Tiit Sokk, joueur et entraîneur de basket-ball estonien.
- 1965 :
  - Nigel Bond, joueur de snooker anglais.
  - Stefan Pfeiffer, nageur allemand.
  - Ilgar Mamedov, fleurettiste soviétique, champion olympique.
- 1966 : Rachel True, actrice américaine.
- 1967 :
  - Gregory Carleton « Greg » Anthony, basketteur et commentateur américain.
  - Cynthia Breazeal, informaticienne et roboticienne américaine.
  - Pedro Borbón, Jr. (en), joueur de baseball dominicain.
  - E-40 (Earl Stevens dit), rappeur, acteur et entrepreneur américain.
  - Wayne Harrison (football, 1967) (en), footballeur anglais († 25 décembre 2013).
  - Dominic John Romulus « Dom » Joly (en), comédien et journaliste anglais.
  - Severin Kezeu, inventeur camerounais.
  - François Ozon, réalisateur et scénariste français.
  - Gus Poyet, footballeur et entraîneur uruguayen.
  - Jon Preston, joueur de rugby à XV néo-zélandais.
- 1968 :
  - Ol' Dirty Bastard (Russell Tyrone Jones dit), chanteur américain du Wu-Tang Clan († 13 novembre 2004).
  - Fausto Brizzi, réalisateur, producteur, scénariste, acteur et romancier italien.
  - Teodoro Casiño (en), journaliste et homme politique philippin.
  - Jennifer Charles, chanteuse, musicienne, compositrice et productrice américaine.
  - Helen Kelesi, joueuse de tennis canadienne.
  - Uwe Rösler, footballeur et entraîneur allemand.
- 1970 :
  - Ilija Aračić (en), footballeur et entraîneur croate.
  - Sébastien Bohler, journaliste, chroniqueur, conférencier et écrivain français et alsacien spécialisé ès neurosciences et psychologie.
  - Uschi Disl, biathlète allemande.
  - Jack Ingram (en), chanteur, musicien et compositeur américain.
  - Aleksander Kvitachvili (ალექსანდრე კვიტაშვილი), homme politique géorgio-ukrainien.
  - Patrick Mboma, footballeur camerounais, champion olympique.
- 1971 :
  - Jay Harrington, acteur américain.
  - Martin Pieckenhagen, footballeur allemand.
  - Gábor Horváth, kayakiste hongrois, champion olympique.
- 1972 :
  - Jonathan « Jonny » Lee Miller, acteur britannique.
  - Jessica Stevenson-Hynes, actrice anglaise.
- 1973 :
  - Mahammatkodir Abdoollayev, boxeur ouzbek champion olympique.
  - Marie Fugain, actrice française.
  - Sydney Tamiia Poitier, actrice américaine.
  - Alamgir Sheriyar (en), joueur de cricket anglais.
  - Robert Sycz, rameur d'aviron polonais, double champion olympique.
- 1974 :
  - Sérgio Conceição, footballeur portugais.
  - Chad Kroeger, musicien canadien du groupe Nickelback.
- 1975 :
  - Scott Henshall (en), styliste anglais.
  - Yannick Tremblay, hockeyeur professionnel québécois.
  - Boris Živković, footballer croate.
- 1976 :
  - Brandon DiCamillo, scénariste, acteur, réalisateur et cascadeur américain.
  - Julien Lachuer, footballeur et entraîneur français.
  - Virginie Ledoyen (Virginie Fernández dite), actrice française.
  - Sule (id) (Entis Sutisna dit), comédien indonésien.
- 1977 :
  - Sean Murray, acteur américain.
  - Peter Phillips, prince britannique.
  - Robaire Smith (en), joueur de football américain.
  - Logan Whitehurst (en), musicien américain († 3 décembre 2006).
- 1978 : Floyd Womack (en), joueur de football américain.
- 1979 :
  - Brooks Bollinger (en), joueur et entraîneur de football américain.
  - Josemi (José Miguel González Rey dit), footballeur espagnol.
  - Brett Lancaster, cycliste australien.
  - Intan Paramaditha, autrice indonésienne.
- 1980 :
  - Kevin Staut, cavalier de saut d'obstacles français.
  - Lim Yoon-taek (임윤택)), chanteur sud-coréen de Ulala Session († 11 février 2013).
  - Brett Asa « Ace » Young, auteur-compositeur-interprète et acteur américain.
- 1981 :
  - Reggie Golson, basketteur américain.
  - Lincoln Andrew « Drew » Hodgdon (en), joueur de football américain.
  - Lorena Ochoa, golfeuse professionnelle mexicaine.
- 1982 :
  - Charles-Henri Bronchard, basketteur français.
  - Daniel Joseph « D. J. » Fitzpatrick (en), joueur de football américain.
  - Rio Hirai (ja) (平井 理央), actrice japonaise.
  - Jenifer (Jenifer Yaël Dadouche Bartoli dite), chanteuse française.
  - Joe Kowalewski (en), joueur de football américain.
  - Benjamin Krause (en), joueur de rugby allemand.
  - Giaan Rooney, nageuse australienne.
  - Mosiula Mea'alofa Lofa » Tatupu, joueur de football américain.
  - Kalu Uche, footballeur nigérien.
- 1983 :
  - Dominic Carroll (en), athlète gibraltarien.
  - Sophia Di Martino, actrice britannique.
  - Aleksandar Pavlović (Александар Павловић), basketteur serbe.
  - DJ Skee (en) (Scott Keeney dit), disc-jockey et producteur américain.
  - Laura Smet, actrice française.
  - Fernando Verdasco, joueur de tennis espagnol.
- 1985 :
  - Hashem Asad Allah, acteur koweïtien.
  - Charron Fisher (en), basketteur américain.
  - Victoria Petrosillo, chanteuse française.
  - Matthew Smith, joueur de rugby anglais.
  - Simon Spender, footballeur gallois.
- 1986 :
  - Éder, footballeur italo-brésilien.
  - Coye Francies (en), joueur de football américain.
  - Sania Mirza (सानिया मिर्ज़ा), joueuse de tennis indienne.
  - Gerald Allen « Jerry » Roush (en), musicien américain.
- 1987 :
  - Isaiah Osbourne, footballeur anglais.
  - Mini Tsai, actrice, animatrice, et chanteuse taïwanaise.
- 1988 :
  - B.o.B (Bobby Ray Simmons Jr. dit), chanteur américain.
  - Morgan Parra, joueur de rugby français.
  - William Wesley F. « Billy » Twelvetrees, joueur de rugby anglais.
- 1989 : Jonalyn Viray (en), chanteuse et actrice philippine.
- 1991 :
  - Maxime Colin, footballeur français.
  - Shailene Woodley, actrice américaine.
- 1992 :
  - Minami Minegishi (峯岸みなみ), chanteuse japonaise.
  - Daniela Seguel (en), joueur de tennis chilien.
  - Trevor Story, joueur de baseball américain.
  - Kevin Wimmer, footballeur autrichien.
- 1993 :
  - Paulo Dybala, joueur de football argentin.
  - Saaya Irie (en) (入江紗綾), actrice, chanteuse et mannequin japonaise.
- 1994 : Bryce Cartwright (en), joueur de rugby australien.
- 1995 : Karl-Anthony Towns, basketteur américain.
- 1996 : Antoine Dupont, joueur de rugby français.
- 1997 : 
  - Paula Badosa, joueuse de tennis espagnole.
  - Viktor Tsyhankov, footballeur ukrainien.

## Décès

### VIesiècle
- 565 : Maclou, prélat gallois, saint de l'Église catholique (° 27 / 29 mars 487).

### VIIesiècle
- 655 : Penda, roi de Mercie de 633 à 655 (° date inconnue).

### XIIesiècle
- 1136 : Léopold III, margrave d’Autriche de 1095 à 1136 (° 1073).

### XIIIesiècle
- 1226 : Frédéric d'Isenberg, noble allemand (° 1193).
- 1280 : Albert le Grand, religieux, philosophe, universitaire ("Maître Albert") et chimiste germanique, saint de l'Église catholique (° vers 1200).

### XVIesiècle
- 1579 : Ferenc Dávid, prêtre roumain, réformateur protestant, fondateur et premier évêque de l’Église unitarienne de Transylvanie (° 1520).
- 1594 : Martin Frobisher, navigateur britannique (° 1535).

### XVIIesiècle
- 1628 : Roque González de Santa Cruz, prêtre jésuite hispano-paraguayen (° 17 novembre 1576).
- 1630 : Johannes Kepler, astronome allemand (° 27 décembre 1571).
- 1670 : Comenius (Jan Amos Komenský dit), philosophe, grammairien et pédagogue tchèque (° 28 mars 1592).
- 1691 : Albert Cuyp, peintre de paysage néerlandais (° 20 octobre 1620).

### XVIIIesiècle
- 1706 : Tsangyang Gyatso (ཚངས་དབྱངས་རྒྱ་མཚོ), 6e dalaï-lama (° 1er mars 1683).
- 1712 :
  - James Hamilton, militaire et homme politique écossais (° 11 avril 1658).
  - Charles Mohun, 4e baron Mohun, homme politique anglais (° 1675).
- 1787 : Christoph Willibald Gluck, compositeur allemand (° 2 juillet 1714).
- 1794 : John Witherspoon, homme politique et théologien américain, signataire de la Déclaration d'indépendance des États-Unis d'Amérique en tant que représentant du New Jersey (° 5 février 1723).
- 1795 : Charles Amédée Philippe van Loo, peintre français (° 25 août 1719).

### XIXesiècle
- 1808 : Moustafa IV (مصطفى الرابع), sultan de l'Empire ottoman de 1807 à 1808 (° 1779).
- 1819 : Daniel Rutherford, médecin, chimiste et botaniste écossais (° 3 novembre 1749).
- 1853 : Marie II, reine de Portugal et des Algarves de 1826 à 1828 et de 1834 à 1853 (° 4 avril 1819)
- 1874 : Giuseppe Gabriel Balsamo-Crivelli, naturaliste italien (° 1er septembre 1800).
- 1886 :
  - Sergueï Ammossov, peintre russe (° 15 juin 1837).
  - Gustav Heine von Geldern, éditeur de presse autrichien (° 1803 - 1805).
  - Ludwig Rose, homme politique allemand (° 28 avril 1819).
  - Lucy Say, naturaliste et illustratrice scientifique américaine (° 28 novembre 1800).
- 1892 : Thomas Neill Cream, tueur en série scotto-canadien (° 27 mai 1850).

### XXesiècle
- 1908 : Cixi (慈禧), impératrice douairière de Chine de 1861 à 1908 (° 29 novembre 1835).
- 1910 : Wilhelm Raabe, auteur allemand (° 8 septembre 1831).
- 1916 : Henryk Sienkiewicz, écrivain polonais, prix Nobel de littérature en 1905 (° 5 mai 1846).
- 1917 : Émile Durkheim, sociologue français (° 15 avril 1858).
- 1919 :
  - Mohammad Farid (en) (محمد فريد), homme politique, avocat et écrivain égyptien (° 20 janvier 1868).
  - Alfred Werner, chimiste suisse (° 12 décembre 1866).
- 1922 :
  - Dimitrios Gounaris (Δημήτριος Γούναρης), homme politique grec, Premier ministre de Grèce en 1915 et de 1921 à 1922 (° 5 janvier 1866).
  - Petros Protopapadakis (Πέτρος Πρωτοπαπαδάκης), homme politique et ingénieur grec, Premier ministre de Grèce en 1922 (° 1854).
  - Nikolaos Stratos (Νικόλαος Στράτος), homme politique grec, Premier ministre de Grèce en 1922 (° 1872).
- 1941 : Walter Leslie « Wal » Handley, motocycliste anglais (° 5 avril 1902).
- 1942 : Annemarie Schwarzenbach, écrivain, journaliste et photographe suisse (° 23 mai 1908).
- 1945 : Frank Michler Chapman, naturaliste et ornithologue américain (° 12 juin 1864).
- 1949 :
  - Narayan Apte (नारायण आप्टे), militant nationaliste indien, assassin de Gandhi (° 1911).
  - Nathuram Godse (नाथूराम विनायक गोडसे), nationaliste indien, assassin de Gandhi (° 19 mai 1910).
  - John Neville Keynes, économiste britannique (° 31 août 1852).
- 1951 : Frank Weston Benson, peintre et aquarelliste américain (° 24 mars 1862).
- 1952 : Vincent Scotto, compositeur français (° 21 avril 1874).
- 1954 : Lionel Barrymore, acteur, réalisateur et scénariste américain (° 28 avril 1878).
- 1955 : Lloyd Bacon, cinéaste américain (° 4 décembre 1889).
- 1958 : Tyrone Power, acteur américain (° 5 mai 1914).
- 1959 : Charles Thomson Rees Wilson, physicien et météorologue écossais, colauréat du prix Nobel de physique de 1927 (° 14 février 1869).
- 1960 : Robert Raymond Cook (en), tueur en série canadien (° 15 juillet 1937).
- 1961 :
  - Elsie Ferguson, actrice américaine (° 19 août 1883).
  - Johanna Westerdijk, phylopathologiste néerlandaise (° 4 janvier 1883).
- 1963 : Fritz Reiner, chef d’orchestre américain d’origine hongroise (° 19 décembre 1888).
- 1966 :
  - Dimitrios Tofalos (en) (Δημήτριος Τόφαλος), lutteur et lanceur de poids grec (° 14 avril 1884).
  - William Zorach, peintre et sculpteur lituano-américain (° 28 février 1887).
- 1967 : Michael James Adams, astronaute américain (° 5 mai 1930)
- 1971 : William Fischer (Rudolf Abel) (Вильгельм Генрихович Фишер), espion soviétique (° 11 juillet 1903).
- 1972 :
  - Henri Schouteden, zoologiste belge (° 9 juillet 1881).
  - Henri Simon-Dubuisson, officier de marine, compagnon de la Libération (° 26 avril 1912).
- 1976 : Jean Gabin (Jean Alexis Moncorgé dit), acteur français (° 17 mai 1904).
- 1978 : Margaret Mead, anthropologue et ethnologue américaine (° 16 décembre 1901).
- 1980 : William « Bill » Lee, chanteur américain (° 21 août 1916).
- 1981 :
  - Steven Joseph « Steve » Macko (en), joueur et entraîneur de baseball américain (° 6 septembre 1954).
  - Enid Markey, actrice américaine (° 22 février 1894).** Khawar Rizvi (ta) (خاور رضوی), poète pakistanais (° 1er juin 1938).
- 1982 :
  - Martín de Álzaga, pilote automobile argentin (° 25 janvier 1901).
  - Vinoba Bhave (विनोबा भावे), disciple de Gandhi (° 11 septembre 1895).
- 1983 :
  - John Grimaldi, musicien et compositeur anglais (° 22 mai 1955).
  - Charles John « Charlie » Grimm (en), joueur et entraîneur de baseball américain (° 28 août 1898).
  - John Le Mesurier, acteur anglais (° 5 avril 1912).
- 1985 : Meret Oppenheim, écrivaine, artiste peintre et plasticienne surréaliste suisse (° 6 octobre 1913).
- 1986 : 
  - Ada Rogato, aviatrice brésilienne (° 22 décembre 1910).
  - Alexandre Tansman, compositeur français (° 11 juin 1897).
- 1988 :
  - Hiéronyme Ier d'Athènes (Ιερώνυμος Α'), primat de l’Église orthodoxe grecque de 1967 à 1973 (° 1905).
- 1994 : Elizabeth George Speare, auteure de littérature de jeunesse (° 21 novembre 1908).
- 1996 : Alger Hiss, fonctionnaire du département d'État américain (° 11 novembre 1904).
- 1997 :
  - Saul Chaplin, compositeur et directeur musical américain (° 19 février 1912).
  - Jean-Marie Proslier, comédien et humoriste français (° 25 février 1928).
- 1998 :
  - Stokely Carmichael, militant noir américain (° 29 juin 1941).
  - Henryk Chmielewski, boxeur polonais (° 8 janvier 1914).
  - Federico Krutwig, homme politique, écrivain et académicien espagnol (° 15 mai 1921).
  - Martin Pître, écrivain et journaliste canadien (° 23 février 1963).
- 1999 : 
  - Gene Levitt, producteur, scénariste et réalisateur américain (° 28 mai 1920).
  - Antonio Urrea Hernández, supercentenaire espagnol (° 18 février 1888).

### XXIesiècle
- 2002 : Son Ki-chong (손기정), athlète coréen (° 29 août 1914)
- 2003 :
  - Mohamed Choukri (محمد شكري), romancier marocain (° 15 juillet 1935).
  - Raymond « Ray » Lewis, athlète canadien (° 15 juillet 1935).
  - Dorothy Loudon, actrice et chanteuse américaine (° 17 septembre 1925).
  - Laurence Tisch (en), homme d’affaires américain, cofondateur de Loews Corporation (° 5 mars 1923).
  - Wesley Webb « Speedy » West, guitariste de pedal steel guitar et réalisateur artistique américain (° 25 janvier 1924).
- 2004 :
  - Elmer Lee Andersen (en), homme d’affaires américain, gouverneur du Minnesota de 1961 à 1963 (° 17 juin 1909).
  - John Morgan, comédien canadien (° 21 septembre 1930).
- 2005 :
  - Adrian Rogers (en), pasteur et auteur américain (° 12 septembre 1931).
  - Arto Salminen (fi), journaliste et écrivain finlandais (° 22 octobre 1959).
- 2006 :
  - Maurice Blondel, footballeur français (° 13 juillet 1918).
  - Ana Carolina Reston, mannequin brésilien (° 4 juin 1985).
  - René Sterne, auteur de bande dessinée belge (° 25 août 1952).
  - David Kent Wyatt (en), historien et auteur américain (° 21 septembre 1937).
- 2007 : Joseph Henry « Joe » Nuxhall, joueur et commentateur de baseball américain (° 30 juillet 1928).
- 2008 : Grace Hartigan, peintre américaine (° 28 mars 1922).
- 2009 :
  - Jocelyn Quivrin (Jocelyn Beaufils dit), acteur français (° 14 février 1979).
  - Pavle (Gojko Stojčević / Гојко Стојчевић dit), primat de l'Église orthodoxe serbe (° 11 septembre 1914).
- 2010 :
  - Larry Evans, journaliste et grand maître américain du jeu d'échecs (° 22 mars 1932).
  - Edgar Leon « Ed » Kirkpatrick (en), joueur de baseball américain (° 8 octobre 1944).
  - Edmond Amran El Maleh (ادمون عمران المالح), écrivain et homme politique marocain (° 30 mars 1917).
  - Bernard Mignon, philatéliste français, membre titulaire de l'Académie de philatélie (° 10 avril 1922).
  - William Edwin Self (en), acteur, réalisateur et producteur américain (° 21 juin 1921).
- 2011 : Oba Chandler, violeur et meurtrier américain (° 11 octobre 1946).
- 2012 :
  - Théophile Abega, footballeur camerounais (° 9 juillet 1954).
  - Luís Carreira (en), motocycliste portugais (° 31 décembre 1976).
  - Maleli Kunavore, joueur de rugby à XV fidjien (° 13 novembre 1983).
  - Krishna Chandra Pant (te), homme politique indien, ministre de la Défense de 1987 à 1989 (° 10 août 1931).
  - José Song Sui-Wan, prélat catholique brésilien (° 16 mai 1941).
  - Frode Thingnæs, compositeur de jazz, arrangeur, chef d'orchestre et tromboniste norvégien (° 20 mai 1940).
  - Khin Maung Toe (en), chanteur, guitariste et compositeur birman (° 2 avril 1950).
- 2013 :
  - Sheila Matthews Allen (en), actrice américaine (° 2 février 1929).
  - Karla Álvarez, actrice mexicaine (° 15 octobre 1972).
  - Raimondo D'Inzeo, cavalier international italien de saut d'obstacles (° 8 février 1925).
  - Theodore Judson Jemison (en), prêtre et militant des droits civiques américain (° 1er août 1918).
  - Gláfkos Klirídis, homme politique chypriote, président de la république de Chypre en 1974 puis de 1993 à 2003 (° 24 avril 1919).
  - Michael Joseph « Mike » McCormack (en), joueur et entraîneur de football américain (° 21 juin 1930).
- 2014 :
  - Jack Bridger Chalker (en), peintre anglais (° 10 octobre 1918).
  - Lucien Clergue, photographe français (° 14 août 1934).
  - Leslie Feinberg, auteure et militante transgenre américaine (° 1er septembre 1949).
  - Valéry Mézague, footballeur franco-camerounais (° 8 décembre 1983).
  - Reginald Greive « Reg » Withers (en), homme politique et soldat australien (° 26 octobre 1924).
- 2015 :
  - Dora Doll, actrice française (° 19 mai 1922).
  - Gisèle Prassinos, poétesse, romancière, novelliste et peintre française (° 26 février 1920).
  - Herbert Scarf, économiste américain (° 25 juillet 1930).
  - P. F. Sloan (Philip Gary Schlein dit), auteur-compositeur-interprète américain (° 18 septembre 1945).
- 2016 :
  - Mose Allison, pianiste, trompettiste et chanteur américain (° 11 novembre 1927).
  - Afia Kobi Serwaa Ampem II, reine-mère ghanéenne de l’Empire ashanti, de 1977 à 2016 (° 1907).
  - Clifford Burton « Cliff » Barrows (en), directeur musical américain (° 6 avril 1923).
  - Thomas Raymond « Ray » Brady, footballeur irlandais (° 3 juin 1937).
  - Robert McFaul « Bobby » Campbell, footballeur nord-irlandais (° 13 septembre 1956).
  - Ian Cowan (en), footballeur écossais (° 27 novembre 1944).
  - Ishwar Dass Dhiman (en), homme politique indien.
  - Holly Dunn, chanteuse et compositrice de country américaine (° 22 août 1957).
  - Sixto Durán Ballén, homme politique écuatorien, président de la république de l’Équateur de 1992 à 1996 (° 14 juillet 1921).
  - Jules Eskin (en), violoncelliste américain (° octobre 1931).
  - Tatiana Hoffman, journaliste israélienne (° 1947).
  - Milton T. « Milt » Okun (en), chanteur et producteur américain (° 23 décembre 1923).
  - Clifton « Clift » Tsuji (en), homme politique américain (° 20 janvier 1941).
- 2017 : 
  - Luis Bacalov, compositeur italo-argentin (° 30 août 1933).
  - Françoise Héritier, anthropologue, ethnologue et féministe française (° 15 novembre 1933).
  - Joy Lofthouse, aviatrice et militaire britannique (° 14 février 1923).
  - Frans Krajcberg, sculpteur, peintre et photographe polonais puis brésilien (° 10 avril 1921).
  - Hamad Ndikumana, footballeur rwandais (° 5 octobre 1978).
  - Lil Peep, rappeur américain (° 1er novembre 1996).
- 2018 :
  - Roy Clark, chanteur et acteur américain (° 15 avril 1933).
  - Adolf Grünbaum, philosophe des sciences et professeur d'université allemand (° 15 mai 1923).
  - Kacem Kefi, chanteur tunisien (° 5 août 1945).
  - Jaurès Medvedev, biologiste soviétique puis russe (° 14 novembre 1925).
  - Helmut Schareika, helléniste allemand (° 13 septembre 1946).
  - Daniel Valot, homme d'affaires et écrivain français (° 24 août 1944).
  - Yves Yersin, réalisateur, monteur et scénariste suisse (° 4 octobre 1942).
- 2019 :
  - Harrison Dillard, athlète de sprint et de haies américain (° 8 juillet 1923).
  - Vojtěch Jasný, réalisateur et scénariste tchécoslovaque puis tchèque (° 30 novembre 1925).
  - Marcel Mart, avocat, journaliste et homme politique luxembourgeois (° 10 mai 1927).
  - Gatien Moisan, peintre canadien (° 11 janvier 1939).
- 2020 : 
  - Mahjoubi Aherdane, homme politique marocain (° ? 1921 ou 1924).
  - Soumitra Chatterjee, acteur indien bengali (° 19 janvier 1935).
  - Ray Clemence, footballeur anglais (° 5 août 1948).
  - Henrique Córdova, homme politique brésilien (° 21 décembre 1938).
  - Jacques Rifflet, professeur belge (° 7 février 1929).
  - Witold Sadowy, acteur et comédien polonais (° 7 janvier 1920).
  - Raúl Eduardo Vela Chiriboga, cardinal équatorien (° 1er janvier 1934).
  - Philippe Vigand, écrivain français (° 6 mai 1957).
- 2021 : 
  - Katarina Blagojević, Clarissa Eden, Julio Lugo.
  - Georges Claisse, comédien français, doublure vocale, lecteur et interprète radiophonique (° 11 janvier 1941).
- 2023 : 
  - Claude Fléouter, journaliste français, producteur et réalisateur de télévision, fondateur des Victoires de la musique (° ?).
  - David Rowe-Beddoe, homme d'affaires britannique (° 19 décembre 1937).
  - Karl Tremblay, chanteur québécois (° 28 octobre 1976).

## Célébrations
- Journée mondiale des écrivains et journalistes en prison, organisée par PEN International depuis 1981[11].

- Belgique :

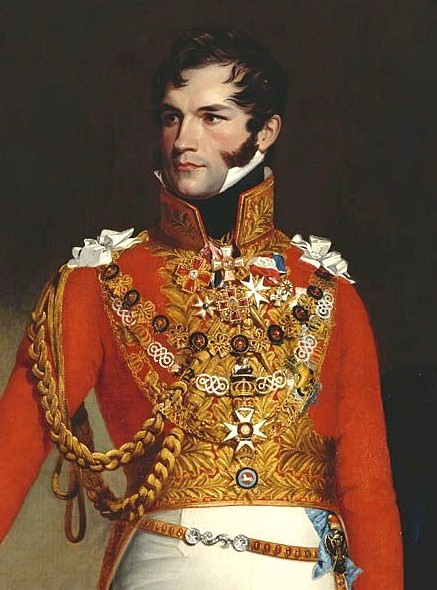
Le premier roi des Belges Léopold Ier

  - fête du roi, Saint-Léopold "oblige", en l'honneur de Léopold Ier le premier roi des Belges photographié ci-contre[12]. Durant la régence du prince Charles de Belgique cette journée a été appelée « fête de la dynastie » ; puis toujours ainsi par erreur bien qu'également saint-Albert des rois belges Albert Ier puis II.
  - Fête de la Communauté germanophone du pays[13].
- Brésil : dia da proclamação da República[14] ou « jour de la proclamation de la República Velha » en 1889.
- Égypte antique : fin de l'Akhet entamé(e) le 19 juillet.
- États-Unis : America recycles day[15] ou « journée américaine du recyclage ».
- Japon : shichi-go-san, 七五三 / « fête des enfants ».
- Palestine : jour de l'indépendance à la suite de la déclaration de l'État de Palestine.

### Célébrations religieuses
- Christianisme :
  - début du Carême de Noël de l'Église orthodoxe préparant aux fêtes de la Nativité (similaire à l'Avent catholique ?).
  - Mémoire de Philippe l'apôtre et de Grégoire le Thaumaturge avec lectures de Ac. 8, 4 ss ; I Cor. 12, 26-31 et Jn 1, 43-51 dans le lectionnaire de Jérusalem.

### Saints des Églises chrétiennes

#### Catholiques
- Arnoul d'Orléans († 871), vingt-cinquième évêque de Toul[16] et orthodoxes[17] .
- Cessateur († vers 732) — ou « Cessator », « Cessadre », « Cossadre » ou « Sadre » —, évêque de Limoges, en Limousin.
- Didier de Cahors († 654 ou 655), originaire de la Narbonnaise, d'abord trésorier royal de Dagobert Ier, puis évêque de Cahors.
- Dimitri de Thrace († entre 286 et 307) — ou « Démètre » —, martyr décapité en Thrace sous Maximien.
- Eugène de Rome ou de Tolède (IIIe siècle / † 657), né à Rome /en Espagne, compagnon de Denis de Rome qui évangélisa l'Espagne romaine où il fut évêque de Tolède ; ou/et évêque plus tardif de Tolède en Espagne alors wisigothe fêté le(s) 15 ou/& 13 novembre.
- Fintan († 878 ou 879) — ou « Findan » —, natif du Leinster en Irlande, emmené en esclavage dans les Orcades par les Vikings, réfugié en Écosse, puis moine à Farfa en Italie et ermite près de Rheinau sur le lac de Constance.
- Habib († 322), diacre d'Édesse en Osroène, martyr sous Licinius (date orientale[18], fêté aussi le 2 septembre ou le 2 novembre, en Occident[19]).
- Maclou († vers 620 ou 640 ou 649) — ou « Malo », « Maclou d'Aleth », « Machlou » ou « Machudd » —, qui serait né au pays de Galles, fut évêque d'Aleth en Bretagne (actuelles Saint-Servan et Saint-Malo sur mer, Saint-Malo-de-Phily...), puis partit en Aquitaine et en Saintonge.
- Sidoine de Jumièges († entre 684 et 695), né en Irlande, mort en Normandie, fonda le monastère Saint-Saëns, en actuelle Seine-Maritime ; date orientale, célébré le 14 novembre en Occident[20].

#### Saints ou bienheureux des Églises catholiques
- Albert le Grand († 1280), dominicain docteur de l'Église, un des grands maîtres de la scolastique, enseignant à Paris dans le Quartier latin actuel (cf. les rue Maître-Albert, place Maubert), dont saint Thomas d'Aquin fut le meilleur élève[16].
- Arthur de Glastonbury († 1539), martyr à Glastonbury, en Angleterre, pour avoir refusé de reconnaître le roi Henri VIII d'Angleterre comme chef spirituel de l'Église d'Angleterre.
- Caïus de Corée († 1624), bienheureux, ancien bonze coréen, converti et réfugié au Japon, devenu tertiaire dominicain, et qui mourut martyr à Nagasaki.
- Hugues de Faringdon († 1539), bienheureux, abbé du monastère de Reading, martyr sous Henri VIII d'Angleterre.
- Jean Thorne († 1539), bienheureux bénédictin de Glastonbury, martyr sous Henri VIII d'Angleterre.
- Joseph Mkasa Balikuddembé († 1886), préfet de la cour royale, martyr victime de la persécution du roi Mwanga à Mengo, en Ouganda actuel.
- Léopold III d'Autriche († 1136) dit « le Pieux », margrave d'Autriche, apparenté à l'empereur Frédéric Barberousse.
- Lucie de Narni († 1544), bienheureuse, religieuse du tertiaire dominicaine italienne[21].
- Marie de la Passion († 1904), bienheureuse religieuse français.
- Richard Whiting († 1539), bienheureux moine bénédictin anglais - martyr.
- Roger James († 1539), bienheureux moine bénédictin anglais - martyr.
- Roch Gonzalez († 1628), prêtre jésuite espagnol martyr.

#### Saints orthodoxes,aux dates éventuellement différentes dans lescalendriers julien, orientaux
- Païssy Velitchkovsky († 1794), moine moldave[17].
- Thomas II le Nouveau, patriarche de Constantinople de 667 à 669.

### Prénoms
Bonne fête aux Albert et ses autres formes masculines : Albertin, Alberto, Aubert (les Aubin étant plutôt fêtés les 1er mars) ; et féminines : Alberta, Alberte, Alberthe, Albertina, Albertine.
Et aussi aux :
- Arthur, ses variantes masculines Artus, Arthus ; et son dérivé féminin Arthurine.
- Aux Eugène, Eugene, Eugenio, Gino, Ievgeni, Yevgeniy, Yevguéni, etc.
- Léopold et ses formes féminines Léopoldine, Leopolda, Léopolda.
- Malo et ses variantes Maclou, Maloe et Malou.
- Sidoine et ses variantes Saëns et Sidonie comme la veille 14 novembre).
- Victoire et ses variantes ou diminutifs féminins : Vicki, Vickie, Vicky, Victoria, Victoriane et Vittoria ; et aux masculins : Victorio, Victorius, Viktor, Vittorio, Wiktor.

## Traditions et superstitions

### Dictons du jour
- « À la saint-Аlbеrt, rеstе bien couvert. »[réf. souhaitée]
- « À la saint-Léopold, couvre tes épaules. »[22]
- « Saint-Léopold voit la première neige du mois. »[23]

### Astrologie
- Signe du zodiaque : 24e jour du Scorpion.